# Cimarron, Kansas
Cimarron là một thành phố thuộc quận Gray, tiểu bang Kansas, Hoa Kỳ. Năm 2010, dân số của xã này là 2184 người.

## Dân số
Dân số các năm:
- Năm 2000: 1934 người
- Năm 2010: 2184 người